# 古城镇 (桓仁县)
古城镇，是中华人民共和国辽宁省本溪市桓仁满族自治县下辖的一个乡镇级行政单位。

## 行政区划
古城镇下辖以下地区：
岔路子村、拐磨子村、古城子村、双岭村、洼泥甸村、江南村、新江村、同江村、八道沟村、业主沟村、二道沟村和碱厂沟村。